# (1307) Cimmeria
(1307) Cimmeria es un asteroide perteneciente al cinturón de asteroides descubierto el 17 de octubre de 1930 por Grigori Nikoláievich Neúimin desde el observatorio de Simeiz en Crimea.
Está nombrado por el antiguo pueblo de los cimerios.